# Gamanthus commixtus
Gamanthus commixtus är en amarantväxtart som beskrevs av Aleksandr Andrejevitj Bunge. Gamanthus commixtus ingår i släktet Gamanthus och familjen amarantväxter. Inga underarter finns listade i Catalogue of Life.